# Phalcon
Phalcon是一套實現MVC架構的高性能PHP應用程序框架。初始版本發佈於2012年11月，開放原始碼並基於BSD授權條款。與其他大部分的PHP框架不同，Phalcon是以擴充的方式以C語言所編寫，因此Phalcon的執行速度高過其他PHP框架，並且消耗更少的資源，根據官方的測試，Phalcon是目前世界上速度最快的PHP框架 。
雖然以C語言編寫達到較高的效能，但相對的一項缺點就是在伺服器上必須擁有管理員權限才能夠安裝，因此一般的共享主機將無法安裝Phalcon。

## 外部連結
- Phalcon官方網站（页面存档备份，存于）
- Phalcon官方討論區（页面存档备份，存于）
- Github上的Phalcon原始碼（页面存档备份，存于）